# Park Crescent
Park Crescent ist eine Straße und Gebäudegruppe in London, Vereinigtes Königreich. Sie ist im Stil der Architektur der Regency-Zeit gestaltet und steht unter Denkmalschutz (Grade I).

## Standort und Erreichbarkeit
Park Crescent liegt nördlich des Portland Place und südlich der Marylebone Road und des Park Square, in der Nähe des Regent’s Park.
An die Straße sind elegante Stuckreihenhäuser angebaut, die vom Architekten John Nash entworfen wurden und die Form eines Halbkreises haben (daher der Name, englisch „crescent“, auf deutsch „Halbmond“). In seiner Mitte steht eine Statue von Edward, Duke of Kent and Strathearn.
In der Nähe befinden sich die U-Bahn-Stationen Regent’s Park, an denen die Züge der Bakerloo Line verkehren, und Great Portland Street, an der die Circle-Linien verkehren.

## Herkunft des Namens
Die Straße ist nach dem Regent’s Park benannt, der in der Nähe liegt.

## Geschichte

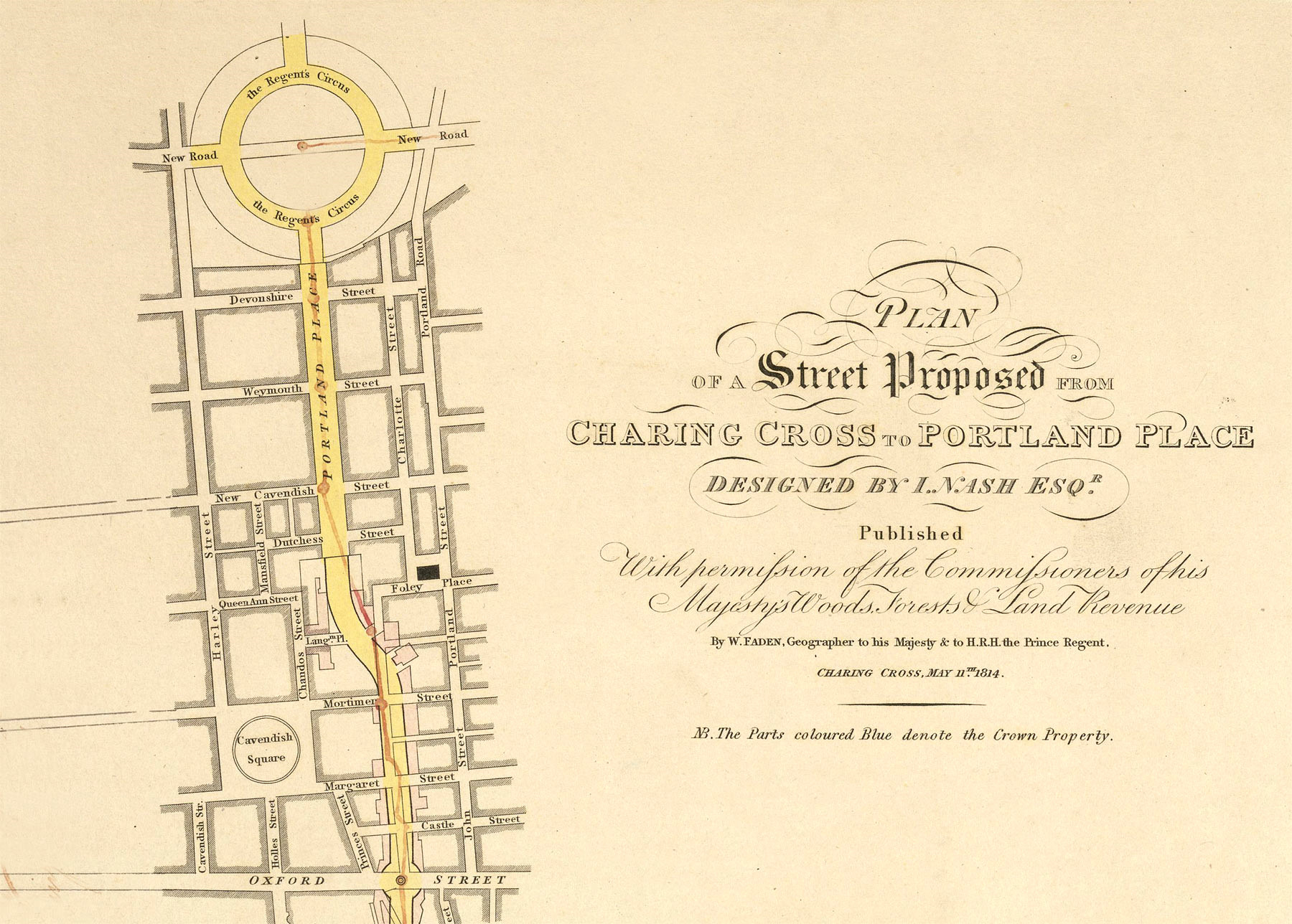
Entwurf von 1814, der den nie fertiggestellten Regent's Circus zeigt.

Die ursprüngliche Absicht des Architekten John Nash bestand darin, einen großen kreisförmigen Platz (einen Zirkus) mit dem Namen Regent's Circus zu errichten. Park Crescent, der südliche Teil, wurde 1812 fertiggestellt, aber der Bauunternehmer, Charles Mayor, ging bankrott. Der symmetrische nördliche Teil wurde nie gebaut und John Nash überarbeitete seine Pläne und entwickelte stattdessen den aktuellen Park Square. Die Park Crescent-Gebäude wurden von William Richardson, Henry Peto und Samuel Baxter fertiggestellt.
Zur Zeit des Zweiten Weltkriegs war das Erscheinungsbild unansehnlich und schmutzig, viele Häuser waren geteilt in Wohnungen oder Arztpraxen. 1941 verursachte die Bombardierung Londons den schwersten Verlust in der Anlage, die vom Crown Estate verwaltet wird, da die Hausnummern 19–24 getroffen wurden. Die Fassaden wurden stark vereinfacht wieder aufgebaut. 2013 wurde der ganze westliche Quadrant von  den PCW Property Holdings erworben, die die Anlage denkmalgerecht sanierten und hohe Preise beim Verkauf, unter anderem an das Königshaus von Abu Dhabi, erzielten.

## Bemerkenswerte Bauwerke und Erinnerungsorte
- Nr. 12: An dieser Adresse lebte von 1877 bis 1912  der britische Chirurg Joseph Lister (1827–1912)[6]
- Nr. 23: Joseph Bonaparte, Bruder Napoleons, lebte kurzzeitig hier[5].